# Гризли (танк)
Grizzly I — канадский средний крейсерский танк периода Второй мировой войны на базе M4A1 Sherman с некоторыми модификациями и позже был модернизирован канадскими гусеницами Dry Pin, которые разрабатывались только после прекращения производства «Гризли».

## История создания
После Французской кампании было решено, что формирующиеся канадские танковые дивизии будут оснащены танками, произведенными в Канаде. Результатом стал крейсерский танк «Рэм», основанный на шасси и ходовой части американского M3 Lee; они производились на Montreal Locomotive Works (MLW) с июня 1941 по август 1943 года. Ему на смену было решено поставить версию американского танка М4А1. Производство осуществлялось с октября по декабрь 1943 года. Регистрационные номера: CT-160194 — CT-160279, CT-163911 — CT-164012.
Производство «Гризли» было остановлено, когда стало очевидно, что машина устарела, а в США начинался выпуск танков с 76-мм пушками. Высвободившиеся мощности MLW были переориентированы на выпуск САУ Sexton Mk II. САУ была построена на шасси «Гризли» с модифицированной верхней частью корпуса для установки стандартной пушки QF 25 pounder. «Секстон» был аналогом американского M7 Priest. Небольшая партия средних танков «Гризли» была оснащена пушкой QF 17 pounder для обучения, но ни один из них не участвовал в боевых действиях.
После войны некоторое количество танков «Гризли» и самоходок «Секстон» было продано Португалии в рамках программы военной помощи НАТО. Они вышли из эксплуатации в 1980-х годах.

## Описание конструкции

### Вооружение
Танк был оснащен 75-мм пушкой M3

### Ходовая часть
Гусеницы CDP и «звездочка» с 17 зубьями, которые обычно ассоциируются с «Гризли», не были разработаны до прекращения производства «Гризли». Они, наряду с более тяжелыми тележками, были разработаны для САУ Sexton. Позже «Гризли» были оснащены новой «звездочкой» и гусеницами. Гусеница CDP, которая была легче и проще, чем стандартные гусеницы США, и не требовала резины, которой не хватало после наступления Японии в Юго-Восточную Азию и завоевания Малайи.
Некоторые из них были переоборудованы в ЗСУ «Скиник», на которой устанавливались четыре 20-мм орудия Polsten.